# 朱季㘧
寿昌靖和王朱季㘧（1438年—1502年9月15日），寿昌安僖王朱孟焯庶次子，母冷氏。

## 生平

### 早年
正统五年（1440年）五月，安僖王去世。十二月，楚宪王朱季堄奏安僖王死后四个子女都没有受封，无俸禄養贍，英宗命每年給米五百石。
朱季㘧在正统十三年（1448年）十一月获赐名。十四年（1449年）五月受册袭封。

### 受封后
景泰五年（1454年）十月，明代宗遣安鄉伯張寧為正使、中書舍人朱禋為副使，持節冊封武昌衛後所副千戶李震的女儿為壽昌王妃。
天順元年（1457年）十一月，明英宗命楚府永安王朱季塾、岳陽王朱季境、朱季㘧、襄陵王庶長子朱範址等五人的一百石折色歲祿改为本色。
天顺四年（1460年）八月，朱季㘧領步騎二十人出城往靈泉山祭墓，次日還府。王府教授被礼部弹劾不能匡諫之罪并被巡按御史逮捕问讯。九月，明英宗下敕书指责朱季㘧身为宗室举措不慎，在并非祭扫时间的八月未经奏报就擅自出城祭祖，违背礼法，此次不追究，以后不要再犯。

### 身后
弘治十五年（1502年）八月，朱季㘧薨。明孝宗得知死讯，輟朝一日，按制度賜葬祭，諡靖和。次年（1503年）正月，命朱季㘧及故奉國將軍朱榮漣过度支取的禄米免于交还官府。
嫡长子朱均铁，弘治十八年（1505年）袭封。

## 家庭

### 妻妾
- 王妃李氏

### 子孙
- 嫡长子寿昌庄穆王朱均铁
- 庶第四子朱均钓（一作朱均鉐），弘治四年（1491年）九月赐名[11]